# HD29499
HD29499 — хімічно пекулярна зоря спектрального класу A7, що має видиму зоряну величину в смузі V приблизно  5,4.
Вона  розташована на відстані близько 167,8 світлових років від Сонця.

## Фізичні характеристики
Зоря HD29499 обертається 
досить швидко 
навколо своєї осі. Проєкція її екваторіальної швидкості на промінь зору становить  Vsin(i)= 86км/сек.